# جرج اچ. دابلیو. بوش
جرج هربرت واکر بوش (به انگلیسی: George Herbert Walker Bush) (۱۲ ژوئن ۱۹۲۴ – ۳۰ نوامبر ۲۰۱۸) سیاستمدار آمریکایی و چهل و یکمین رئیس‌جمهور ایالات متحده آمریکا از حزب جمهوری‌خواه بین سال‌های ۱۹۸۹ و ۱۹۹۳ بود. بوش اول در دوران زمامداری ریگان در سمت معاون وی فعالیت داشت. وی در طول سال‌های ۱۹۷۱ تا ۱۹۷۳ در زمان ریاست جمهوری ریچارد نیکسون سفیر ایالات متحده در سازمان ملل، و مدیر سازمان سیا در سال‌های ۱۹۷۶ و ۱۹۷۷ بود و قبل از آن در سال‌های ۱۹۷۴ تا ۱۹۷۶ میلادی سفیر ایالات متحده در جمهوری خلق چین بود. او در سال ۱۹۹۲ انتخابات را به بیل کلینتون واگذار کرد. جرج هربرت واکر بوش در زمان مرگ مسن‌ترین رئیس‌جمهور و معاون رئیس‌جمهور پیشین ایالات متحده آمریکا بود. وی درمیان روسای جمهور آمریکا، پس از جیمی کارتر، طولانی‌ترین عمر را داشته است.
او فرزند پرسکات بوش، سناتور ایالات متحده در سال‌های ۱۹۵۳ تا ۱۹۶۳ و «دوروتی واکر بوش» است و جرج دابلیو. بوش، رئیس‌جمهور سابق آمریکا و جب بوش چهل و سومین فرماندار فلوریدا از فرزندان وی هستند. او قبل از مرگش سابقه بیماری پارکینسون را داشته است. سرانجام در ۳۰ نوامبر ۲۰۱۸ به‌علت کهولت سن درگذشت.
وی در خانواده‌ای ثروتمند و ریشه‌دار در میلتون، ماساچوست به دنیا آمد و در گرینویچ، کانکتیکات بزرگ شد. او در آکادمی فیلیپس تحصیل کرد و قبل از فارغ‌التحصیلی از ییل و نقل مکان به غرب تگزاس، جایی که شرکت نفتی زاپاتا را تأسیس کرد، به عنوان خلبان در نیروی دریایی ذخیره ایالات متحده در طول جنگ جهانی دوم خدمت کرد. پس از یک دوره ناموفق برای عضویت در مجلس سنای ایالات متحده در سال ۱۹۶۴، در سال ۱۹۶۶ به نمایندگی از حوزه هفتم کنگره تگزاس انتخاب شد. رئیس‌جمهور ریچارد نیکسون، بوش را در سال ۱۹۷۱ به عنوان سفیر در سازمان ملل و در سال ۱۹۷۳ به عنوان رئیس کمیته ملی جمهوری خواهان منصوب کرد. رئیس‌جمهور جرالد فورد او را در سال ۱۹۷۴ به عنوان رئیس دفتر رابط در جمهوری خلق چین و در سال ۱۹۷۶ به عنوان مدیر سازمان اطلاعات مرکزی منصوب کرد. بوش در سال ۱۹۸۰ برای ریاست جمهوری نامزد شد اما در انتخابات مقدماتی ریاست جمهوری جمهوری خواهان از ریگان شکست خورد، که سپس بوش را به عنوان معاون رئیس‌جمهور خود انتخاب کرد. در انتخابات ریاست جمهوری سال ۱۹۸۸، بوش دموکرات مایکل دوکاکیس را شکست داد.
سیاست خارجی ریاست جمهوری بوش را هدایت کرد، زیرا او سال‌های پایانی جنگ سرد را مدیریت کرد و نقش کلیدی در اتحاد مجدد آلمان ایفا کرد. او بر حمله به پاناما و جنگ خلیج فارس ریاست کرد و در درگیری دوم به اشغال کویت توسط عراق پایان داد. اگرچه این توافقنامه تا پس از ترک دفترش تصویب نشد، بوش توافقنامه تجارت آزاد آمریکای شمالی را مذاکره و امضا کرد که یک بلوک تجاری متشکل از ایالات متحده، کانادا و مکزیک ایجاد کرد. در داخل، بوش با تصویب قانونی برای افزایش مالیات به منظور توجیه کاهش کسری بودجه، از وعده انتخاباتی سال ۱۹۸۸ خود عقب‌نشینی کرد. او در سال ۱۹۹۰ از سه قانون دو حزبی، قانون آمریکایی‌های دارای معلولیت، قانون مهاجرت و اصلاحیه قانون هوای پاک حمایت کرد و آنها را امضا کرد. او همچنین دیوید سوتر و کلارنس توماس را به دادگاه عالی منصوب کرد. بوش در پی رکود اقتصادی، تغییر موضع او در مورد وعده مالیاتی خود و کاهش تأکید بر سیاست خارجی در فضای سیاسی پس از جنگ سرد، انتخابات ریاست جمهوری سال ۱۹۹۲ را به بیل کلینتون دموکرات واگذار کرد.
پس از ترک دفتر در سال ۱۹۹۳، بوش در فعالیت‌های بشردوستانه فعال بود و اغلب در کنار کلینتون کار می‌کرد. با پیروزی پسر ارشدش، جورج دبلیو بوش، در انتخابات ریاست جمهوری سال‌های ۲۰۰۰ و ۲۰۰۴، این دو پس از جان آدامز و جان کوینسی آدامز، دومین زوج پدر و پسری شدند که به عنوان رئیس‌جمهور کشور خدمت کردند. پسر دوم او، جب بوش، در انتخابات مقدماتی سال ۲۰۱۶ برای نامزدی ریاست جمهوری جمهوری خواهان ناموفق بود. مورخان عموماً بوش را به عنوان رئیس‌جمهوری بالاتر از حد متوسط ارزیابی می‌کنند.

## کودکی و جوانی و تحصیل
جرج هربرت واکر بوش در ۱۲ ژوئن ۱۹۲۴ و در خیابان آدامز واقع در میلتون در ایالت ماساچوست به دنیا آمد. بوش پس از پدربزرگ مادرش جورج هربرت واکر برای ادای احترام به پدر بزرگش نام اورا هم نام پدر بزرگش گذاشتند. خانوادهٔ وی مدتی کوتاه پس از به دنیا آمدن وی به گرینویچ مهاجرت کردند و او تحصیلات ابتدایی را در همان‌جا گذراند و در سال ۱۹۳۶ به آکادمی فلیپس در ایالت ماساچوست رفت. جایی که او تعدادی از مقام‌های مختلف مسئولیت‌هایی برعهده گرفت که شامل رئیس دانشکده ارشد، دبیر شورای دانشجویی، رئیس گروه جمع‌آوری کمک‌های اجتماعی، عضو هیئت تحریریه روزنامه مدرسه و کاپیتان بیس بال و فوتبال می‌شد.

## جنگ جهانی دوم
شش ماه بعد از ورود آمریکا به جنگ جهانی دوم جرج بوش پس از فارغ‌التحصیلی از آکادمی فلیپس در هیجده سالگی با عنوان خلبان به نیروی دریایی ارتش ایالات متحده پیوست و به جنگ جهانی دوم رفت. او به عنوان یک خلبان دریایی مسئول آموزش عملیات حامل هواپیمایی در کشتی یواس‌اس سبل (آی‌ایکس-۸۱) شد. بعد از پایان دوره ده‌ماهه به او مأموریت دادند که به عنوان ناوبان در نیروی دریایی و در پایگاه هوایی کرپس چریستی خدمت کند. در ۹ ژوئن ۱۹۴۳ و تنها سه روز قبل از سالگرد تولدش به عنوان یکی از جوان‌ترین خلبان نیروی دریایی ایالات متحده شناخته شد.
بوش نخستین مأموریت رزمی خود را در ماه مه ۱۹۴۴ با بمباران جزیره ویک که در اشغال ژاپن بود، انجام داد و در ۱ اوت ۱۹۴۴ به درجه ستوان دوم ارتقا یافت. در جریان حمله به تأسیسات ژاپنی در چیچیجیما، هواپیمای بوش با موفقیت چندین هدف را مورد اصابت قرار داد اما بر اثر آتش دشمن سرنگون شد. اگرچه هر دو نفر از خدمه هواپیمای بوش کشته شدند، اما بوش با موفقیت از هواپیما بیرون پرید و توسط زیردریایی یواس‌اس فین‌بک نجات یافت. چندین خلبان که در جریان این حمله سرنگون شده بودند، اسیر و اعدام شدند و جگرشان توسط اسیرکنندگان خورده شد. زنده ماندن بوش پس از چنین تجربه نزدیک به مرگ، او را عمیقاً تحت تأثیر قرار داد و باعث شد بپرسد: «چرا من نجات یافتم و خدا چه چیزی برای من در نظر داشت؟» او بعداً به خاطر نقشش در این مأموریت، نشان پرواز ممتاز را دریافت کرد.
بوش در نوامبر ۱۹۴۴ به سن یاسینتو بازگشت و در عملیات فیلیپین شرکت کرد. در اوایل سال ۱۹۴۵، او به یک اسکادران رزمی جدید به نام VT-153 منصوب شد و در آنجا برای شرکت در حمله به سرزمین اصلی ژاپن آموزش دید. بین مارس و مه ۱۹۴۵، او در آوبرن، مین، آموزش دید، جایی که او و باربارا در یک آپارتمان کوچک زندگی می‌کردند. در ۲ سپتامبر ۱۹۴۵، قبل از وقوع هرگونه حمله، ژاپن پس از بمباران اتمی هیروشیما و ناگازاکی رسماً تسلیم شد. بوش در همان ماه از خدمت فعال مرخص شد، اما تا اکتبر ۱۹۵۵ که به درجه ستوان یکم رسیده بود، رسماً از نیروی دریایی ترخیص نشد. در پایان دوره خدمت فعال خود، بوش ۵۸ مأموریت پروازی انجام داده بود، ۱۲۸ فرود بر روی ناو هواپیمابر را به پایان رسانده بود و ۱۲۲۸ ساعت پرواز ثبت کرده بود.

## ازدواج و فرزندان

بوش به عنوان رابط آمریکا با چین، حدود سال ۱۹۷۵

هنگامی که بوش هنوز در نیروی دریایی بود در تاریخ ۶ ژانویه ۱۹۴۵ با باربارا پایرس در شهر رای(Rye) نیویورک ازدواج کرد و صاحب شش فرزند شد: جرج واکر بوش، پائولین رابینسون بوش (او در سال ۱۹۵۳ به علت سرطان خون از دنیا رفت)، نیل مالون بوش، ماروین بوش، جان الیس (جب) بوش و دوروتی بوش. در زمان مرگ همسرش در ۱۷ آوریل ۲۰۱۸ از ازدواجشان ۷۳ سال گذشته بود و ازدواج آن‌ها طولانی‌ترین ازدواج در تاریخ ریاست جمهوری ایالات متحده بود. در سال ۲۰۰۰ وقتی آنها پنجاه و چهارمین سالگرد ازدواج خود را جشن می‌گرفتند توانستند از رکورد طولانی‌ترین ازدواج در تاریخ ریاست جمهوری ایالات متحده که متعلق به جان و ابیگل آدامز (۱۷۶۴–۱۸۱۸) بود عبور کنند.

## دانشگاه ییل
در سال ۱۹۴۵، جرج بوش پدر وارد دانشگاه ییل شد و در آن جا به عضویت محفل مخفی جمجمه و استخوان درآمد. بعضی عقیده دارند که عضویت وی در این گروه باعث شد که با خانواده‌های با نفوذی آشنا شود که شغل آیندهٔ وی را تحت تأثیر قرار دادند.

## ریاست جمهوری
وی در انتخابات ریاست جمهوری ایالات متحده آمریکا سال ۱۹۸۸ به عنوان نامزد جمهوری خواهان مطرح شد و توانست مایکل دوکاکیس رقیب خود از حزب دموکرات ایالات متحده آمریکا را مقهور کند و رئیس‌جمهور ایالات متحده آمریکا شود.
بوش در تاریخ ۲۰ ژانویه ۱۹۸۹ جانشین ریگان شد و به عنوان رئیس‌جمهور سوگند یاد کرد. او در سخنرانی تحلیف خود گفت:
| « | من در لحظه‌ای سرشار از امید در پیشگاه شما حاضر شده و مسئولیت ریاست جمهوری را بر عهده می‌گیرم. ما در زمانی صلح‌آمیز و مرفه زندگی می‌کنیم، اما می‌توانیم آن را بهتر کنیم؛ زیرا نسیم تازه‌ای در حال وزیدن است و جهانی که با آزادی طراوت یافته، گویی دوباره متولد شده است؛ زیرا در قلب بشر، اگرچه نه در عمل، روزگار دیکتاتور به پایان رسیده است. دوران توتالیتار در حال گذر است و ایده‌های کهنه‌اش همچون برگ‌هایی از درختی باستانی و بی‌جان، به باد سپرده شده‌اند. نسیم تازه‌ای در حال وزیدن است و ملتی که با آزادی طراوت یافته، آماده پیشروی است. زمین‌های نو برای فتح کردن و اقدامات جدید برای انجام دادن وجود دارد. | » |

نخستین انتصاب مهم بوش، جیمز بیکر به عنوان وزیر امور خارجه بود. رهبری وزارت دفاع به دیک چنی رسید، که قبلاً به عنوان رئیس ستاد جرالد فورد خدمت کرده بود و بعداً به عنوان معاون رئیس‌جمهور تحت پسرش جورج دبلیو بوش خدمت کرد. جک کمپ به عنوان وزیر مسکن و توسعه شهری به دولت پیوست، در حالی که الیزابت دال، همسر باب دال و وزیر حمل و نقل سابق، تحت بوش وزیر کار شد. بوش چندین مقام ریگان، از جمله نیکلاس اف. برادی وزیر خزانه داری، دیک تورنبرگ دادستان کل و لائورو کاوازوس وزیر آموزش را حفظ کرد. جان سونونو فرماندار نیوهمپشایر، حامی قوی بوش در طول مبارزات انتخاباتی ۱۹۸۸، رئیس ستاد شد. برنت اسکوکرافت به عنوان مشاور امنیت ملی منصوب شد، نقشی که او تحت فورد نیز بر عهده داشت.

### بحران لبنان
بوش پدر در نخستین سال زمامداری خود با بحران گروگانگیری لبنان مواجه شد.

### جنگ خلیج فارس
در سال ۱۹۹۱ بوش پدر در راس ائتلافی بین‌المللی متشکل از برخی از کشورهای غربی - آفریقایی و کشورهای عرب حاشیه خلیج فارس برای آزادی کویت از اشغال عراق وارد عمل شد.

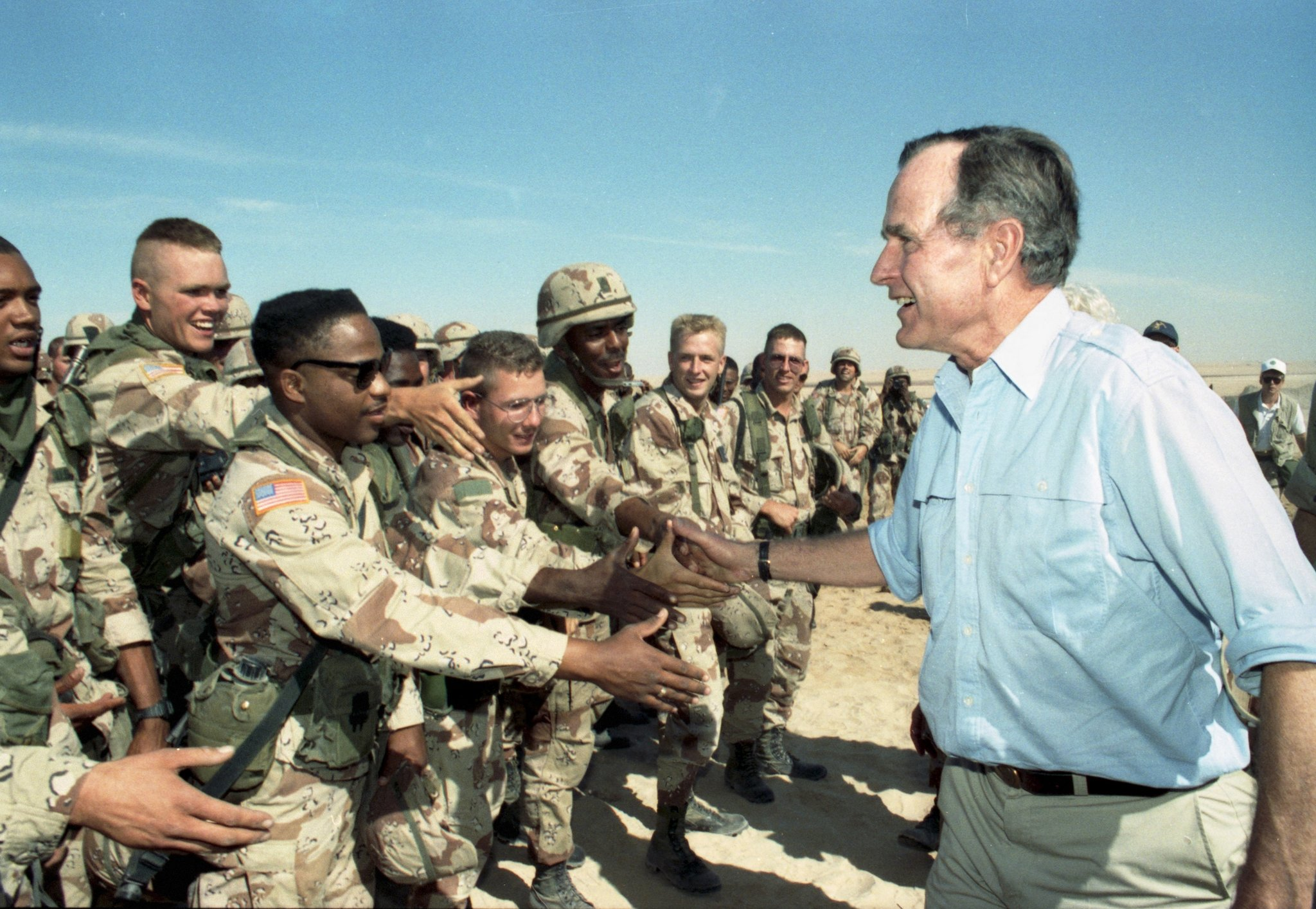
بوش در عربستان سعودی

در پی جنگ ایران و عراق و مواجهه با بدهی‌های سنگین و قیمت پایین نفت، صدام حسین، رهبر عراق، تصمیم گرفت کشور کویت، یک کشور کوچک و نفت‌خیز واقع در مرز جنوبی عراق را تصرف کند. پس از حمله عراق به کویت در اوت ۱۹۹۰، بوش تحریم‌های اقتصادی علیه عراق وضع کرد و یک ائتلاف چندملیتی مخالف این تجاوز تشکیل داد. برخی در دولت بیم آن داشتند که عدم واکنش به این تجاوز، حسین را برای حمله به عربستان سعودی یا اسرائیل جسورتر کند. رابرت گیتس تلاش کرد برنت اسکوکرافت را متقاعد کند که بوش باید لحن خود را ملایم‌تر کند، اما بوش اصرار داشت که نگرانی اصلی او جلوگیری از «تجاوز بی‌پاسخ» سایر کشورها است. بوش همچنین می‌خواست دسترسی مداوم به نفت را تضمین کند، زیرا عراق و کویت مجموعاً ۲۰ درصد از تولید نفت جهان را به خود اختصاص می‌دادند و عربستان سعودی نیز ۲۶ درصد دیگر از عرضه نفت جهان را تولید می‌کرد.
با اصرار بوش، در نوامبر ۱۹۹۰، شورای امنیت سازمان ملل متحد قطعنامه‌ای را تصویب کرد که در صورت عدم خروج عراق از کویت تا ۱۵ ژانویه ۱۹۹۱، مجوز استفاده از زور را می‌داد. حمایت گورباچف و رای ممتنع چین به تصویب قطعنامه سازمان ملل کمک کرد. بوش بریتانیا، فرانسه و سایر کشورها را متقاعد کرد که سربازانی را برای عملیات علیه عراق اعزام کنند. او حمایت مالی مهمی از آلمان، ژاپن، کره جنوبی، عربستان سعودی و امارات متحده عربی به دست آورد. در ژانویه ۱۹۹۱، بوش از کنگره خواست تا قطعنامه مشترکی را برای مجوز جنگ علیه عراق تصویب کند. بوش معتقد بود که قطعنامه سازمان ملل قبلاً مجوز لازم برای آغاز یک عملیات نظامی علیه عراق را به او داده است. با این حال، او می‌خواست نشان دهد که ملت در پشت اقدام نظامی متحد است. علیرغم مخالفت اکثریت دموکرات‌ها در هر دو مجلس نمایندگان و سنا، کنگره قطعنامه مجوز استفاده از نیروی نظامی علیه عراق در سال ۱۹۹۱ را تصویب کرد.
پس از انقضای مهلت ۱۵ ژانویه بدون خروج عراق از کویت، نیروهای آمریکایی و ائتلاف یک کارزار بمباران را انجام دادند که شبکه برق و ارتباطات عراق را ویران کرد و منجر به فرار حدود ۱۰۰۰۰۰ سرباز عراقی شد. در تلافی، عراق موشک‌های اسکاد را به اسرائیل و عربستان سعودی شلیک کرد، اما بیشتر موشک‌ها خسارت چندانی وارد نکردند. در ۲۳ فوریه، نیروهای ائتلاف تهاجم زمینی به کویت را آغاز کردند و تا پایان ۲۷ فوریه نیروهای عراقی را بیرون راندند. حدود ۳۰۰ آمریکایی و تقریباً ۶۵ سرباز از سایر کشورهای ائتلاف در جریان این اقدام نظامی کشته شدند. در ۳ مارس، آتش‌بس برقرار شد و سازمان ملل متحد قطعنامه‌ای را برای ایجاد نیروی حافظ صلح در یک منطقه غیرنظامی بین کویت و عراق تصویب کرد. یک نظرسنجی گالوپ در مارس ۱۹۹۱ نشان داد که بوش با ۸۹ درصد محبوبیت، بالاترین میزان محبوبیت ریاست جمهوری در تاریخ نظرسنجی‌های گالوپ را به دست آورده است. پس از سال ۱۹۹۱، سازمان ملل متحد تحریم‌های اقتصادی علیه عراق را حفظ کرد و کمیسیون ویژه سازمان ملل متحد مأمور شد تا اطمینان حاصل کند که عراق برنامه تسلیحات کشتار جمعی خود را احیا نمی‌کند.

## نگارخانه

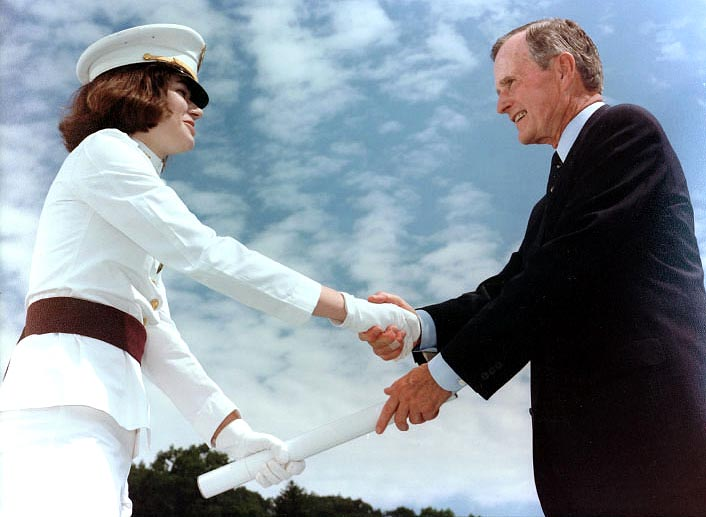
در حال اعطای درجه نظامی به یکی از فارغ‌التحصیلان زن مدرسه نظامی وست پوینت - سال ۱۹۹۱
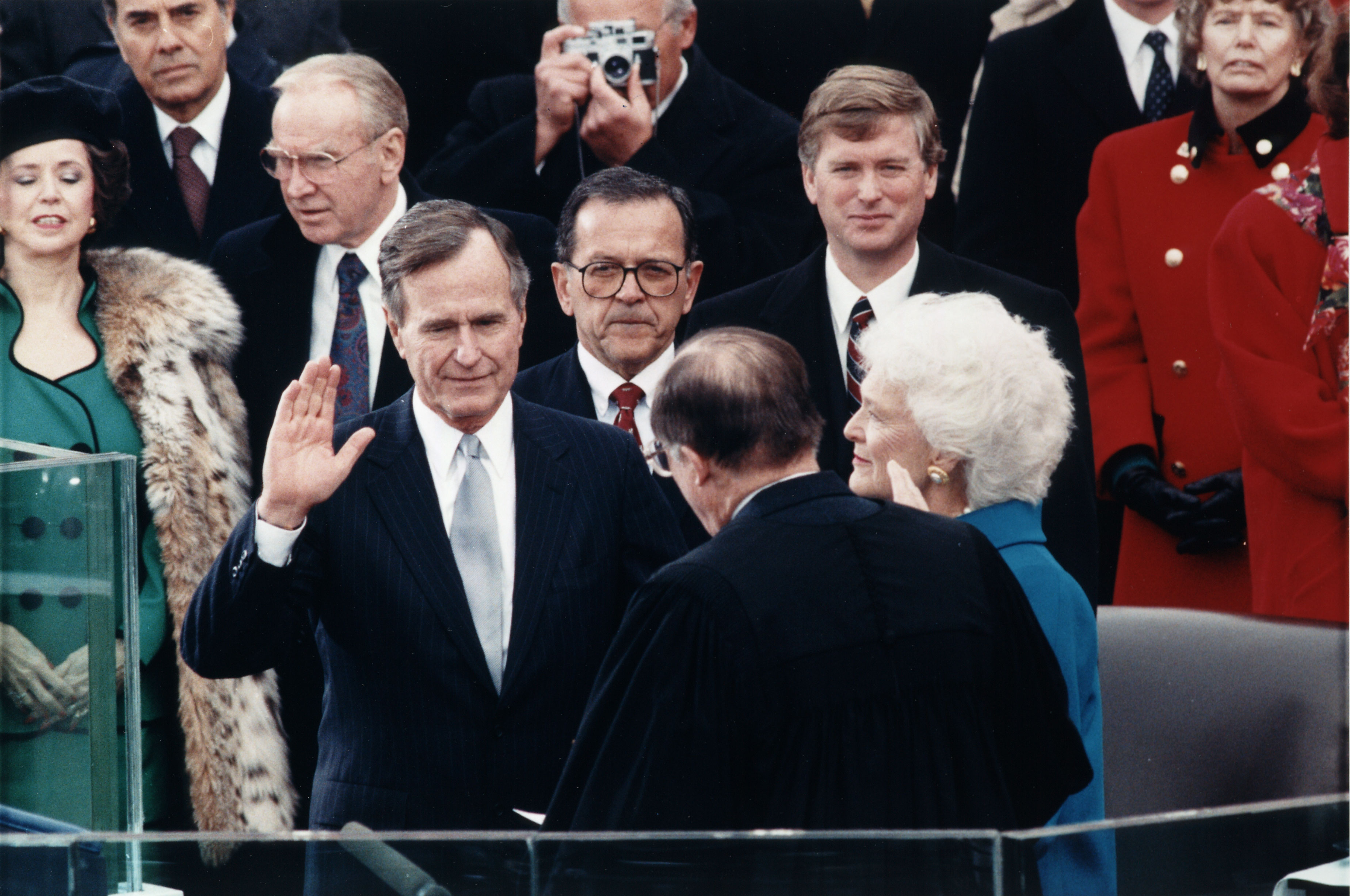
در حال قسم خوردن در مراسم اعطای مقام ریاست جمهوری
به‌همراه رونالد ریگان و میخائیل گورباچف در نیویورک در ۱۹۸۸
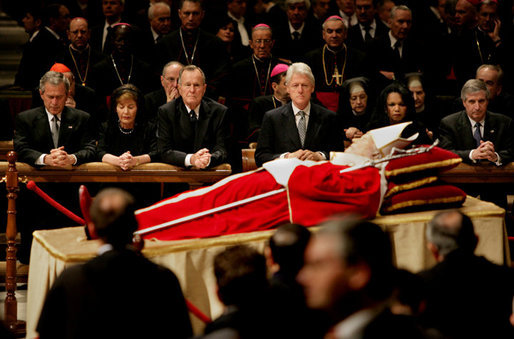
در حال تشییع جنازه پاپ ژان پل دوم به‌همراه جرج دبلیو بوش، لورا بوش و بیل کلینتون

## پس از ریاست جمهوری

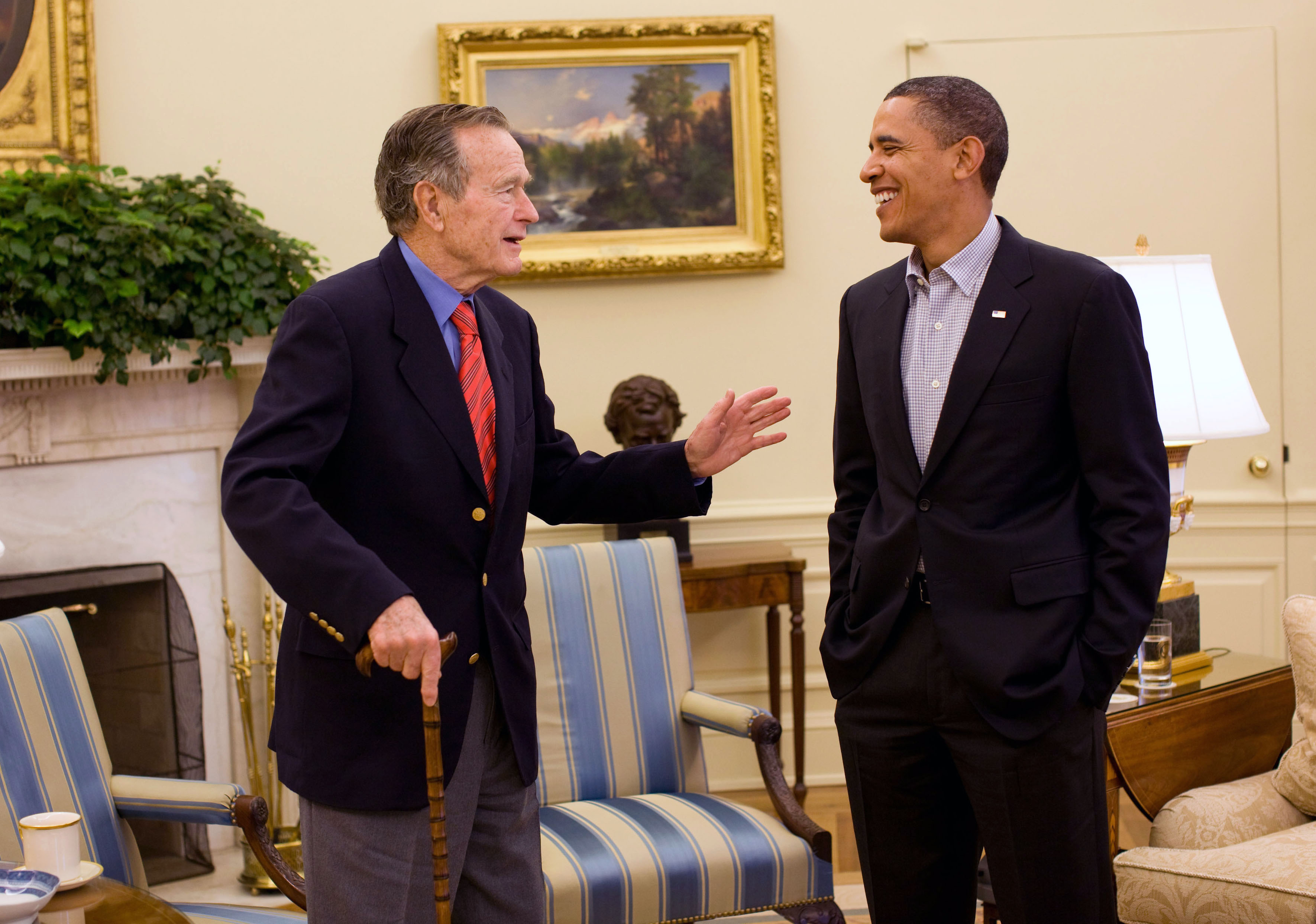
جرج اچ بوش در کنار باراک حسین اوباما

بوش پدر، پس از مشکلات نسبی اقتصادی آمریکا، از بیل کلینتون نامزد دموکرات در انتخابات ۱۹۹۲ شکست خورد. از سال ۱۹۹۳ وی از مشاغل سیاسی بازنشسته شده است. کتابخانه ریاست جمهوری جرج بوش مخزنی از وقایع دوران ریاست جمهوری وی است. در ۱۴ ژانویه ۲۰۱۷ بوش پدر به دلیل مشکلات تنفسی در بیمارستان بستری شد و در ۱۸ ژانویه به بخش مراقبت‌های ویژه منتقل شد.
پس از ترک دفتر ریاست جمهوری، بوش و همسرش یک خانه بازنشستگی در محله وست اوکس در هیوستون بنا کردند. او یک دفتر ریاست جمهوری در ساختمان پارک لورِیت در خیابان مموریال در هیوستون تأسیس کرد. او همچنین اغلب اوقات خود را در خانه تعطیلاتش در کنبانکپورت می‌گذراند، سفرهای دریایی سالانه‌ای در یونان می‌رفت، به سفرهای ماهیگیری در فلوریدا می‌رفت و از باشگاه بوهمیان در شمال کالیفرنیا بازدید می‌کرد. او از عضویت در هیئت مدیره شرکت‌ها خودداری کرد اما سخنرانی‌های پولی متعددی ایراد کرد و مشاور گروه کارلایل، یک شرکت سهام خصوصی، بود. او هرگز خاطرات خود را منتشر نکرد، اما او و برنت اسکوکرافت به‌طور مشترک کتاب «جهانی دگرگون‌شده»، اثری در مورد سیاست خارجی در سال ۱۹۹۸، را نوشتند. بخش‌هایی از نامه‌ها و دفتر خاطرات او بعداً با عنوان‌های «دفتر خاطرات چینِ جورج اچ. دبلیو. بوش» و «بهترین‌ها، جورج بوش» منتشر شد.
در جریان سفر بوش به کویت در سال ۱۹۹۳، او هدف یک نقشه ترور قرار گرفت که توسط سرویس اطلاعات عراق طراحی شده بود. رئیس‌جمهور کلینتون در پاسخ به این اقدام، دستور شلیک ۲۳ موشک کروز به مقر سرویس اطلاعات عراق در بغداد را صادر کرد. بوش در مورد تلاش برای ترور یا حمله موشکی اظهار نظر علنی نکرد، اما اندکی قبل از حمله به‌طور خصوصی با کلینتون صحبت کرد.
در انتخابات فرمانداری سال ۱۹۹۴، پسرانش جورج دبلیو. و جب به‌طور همزمان برای فرمانداری تگزاس و فرمانداری فلوریدا نامزد شدند. او در مورد مشاغل سیاسی آنها به هر دوی آنها توصیه کرد که «در نقطه‌ای ممکن است هر دوی شما بخواهید بگویید 'خب، من با پدرم در این مورد موافق نیستم' یا 'صادقانه بگویم فکر می‌کنم پدر در آن مورد اشتباه می‌کرد.' این کار را بکنید. مسیر خودتان را تعیین کنید، نه فقط در مورد مسائل بلکه در تعریف خودتان.» جورج دبلیو. در رقابت با آن ریچاردز پیروز شد در حالی که جب به لاوتون چیلس باخت. پس از اعلام نتایج، بوشِ پدر به شبکه ای‌بی‌سی گفت: «احساسات بسیار متفاوتی دارم. پدر مفتخر، این‌طور خلاصه می‌کنم.» جب در سال ۱۹۹۸ دوباره برای فرمانداری فلوریدا نامزد شد و در همان زمانی که برادرش جورج دبلیو. در تگزاس مجدداً انتخاب شد، پیروز شد. این دومین بار در تاریخ ایالات متحده بود که دو برادر به‌طور همزمان به عنوان فرماندار خدمت می‌کردند (نخستین بار از سال ۱۹۶۷ تا ۱۹۷۱ بود که نلسون راکفلر و برادرش وینتروپ راکفلر به ترتیب فرمانداران نیویورک و آرکانزاس بودند).

## مرگ
پس از نبردی طولانی با بیماری پارکینسون عروقی، بوش در ۳۰ نوامبر ۲۰۱۸ در سن ۹۴ سالگی در خانه‌اش در هوستون درگذشت. در زمان مرگش، او طولانی‌ترین رئیس‌جمهور زنده ایالات متحده بود تا اینکه در ۲۲ مارس ۲۰۱۹، جیمی کارتر از طول عمر او پیشی گرفت. او همچنین سومین معاون رئیس‌جمهور مسن بود. بوش از ۳ تا ۵ دسامبر در روتوندای ساختمان کنگره ایالات متحده در معرض دید عموم قرار گرفت؛ او دوازدهمین رئیس‌جمهور ایالات متحده بود که این افتخار به او اعطا شد. سپس، در ۵ دسامبر، تابوت بوش از روتوندای ساختمان کنگره به کلیسای جامع ملی واشینگتن منتقل شد، جایی که مراسم تشییع جنازه دولتی برگزار شد. پس از تشییع جنازه، پیکر بوش به کتابخانه ریاست جمهوری جورج اچ. دبلیو. بوش در کالج استیشن، تگزاس منتقل شد، جایی که در کنار همسرش باربارا و دخترش رابین به خاک سپرده شد. در مراسم تشییع جنازه، جورج دبلیو. بوش، رئیس‌جمهور سابق، پدرش را ستود و گفت: «او در هر فردی به دنبال خوبی‌ها بود و معمولاً آن را پیدا می‌کرد.»

## تألیفات
تألیفات وی به شرح زیر است:
- Looking Forward به سال ۱۹۸۷
- A World Transformed به سال ۱۹۹۸
- Heartbeat به سال ۲۰۰۱